# Cicca
Cicca is een historisch merk van scooters en bromfietsen.
Dit was een Frans merk dat in 1949 de Scoto scooter presenteerde. Hij was voorzien van een 50cc-Vélorève-motor die boven het voorwiel zat. Er volgde ook nog een Solex-achtige bromfiets.